# Discografia degli Zen Circus
In questa voce è riportata la discografia degli Zen Circus, band indie rock italiana attiva dagli anni novanta.

## Album
| Anno                                                    | Titolo | Classifiche | Note                                                |
| Anno                                                    | Titolo | ITA         | Note                                                |
| ------------------------------------------------------- | --- | ----------- | --------------------------------------------------- |
| 1998                                                    | About Thieves, Farmers, Tramps and Policemen - Pubblicato: 1998 - Etichetta: Ice For Everyone - Formati: CD                                        | —           | Unico album come The Zen                            |
| 2001                                                    | Visited by the Ghost of Blind Willie Lemon Juice Namington IV - Pubblicato: 2001 - Etichetta: Ice For Everyone - Formati: CD                       | —           | Primo album come The Zen Circus Primo album con Ufo |
| 2004                                                    | Doctor Seduction - Pubblicato: 2004 - Etichetta: Ice For Everyone - Formati: LP, CD                                                                | —           | Primo album con Karim Qqru                          |
| 2005                                                    | Vita e opinioni di Nello Scarpellini, gentiluomo - Pubblicato: 2005 - Etichetta: I dischi de l'amico immaginario - Formati: CD                     | —           |                                                     |
| 2008                                                    | Villa Inferno (con Brian Ritchie) - Pubblicato: 16 giugno 2008 - Etichetta: Unhip Records - Formati: LP, CD, download digitale                     | —           |                                                     |
| 2009                                                    | Andate tutti affanculo - Pubblicato: 2009 - Etichetta: Unhip Records, La Tempesta Dischi - Formati: CD, download digitale                          | —           | Primo album completamente in italiano               |
| 2011                                                    | Nati per subire - Pubblicato: 11 ottobre 2011 - Etichetta: La Tempesta Dischi - Formati: CD, download digitale                                     | 31          |                                                     |
| 2014                                                    | Canzoni contro la natura - Pubblicato: 21 gennaio 2014 - Etichetta: La Tempesta Dischi - Formati: LP, CD, download digitale                        | 9           |                                                     |
| 2016                                                    | La terza guerra mondiale - Pubblicato: 23 settembre 2016 - Etichetta: La Tempesta Dischi - Formati: LP, CD, download digitale                      | 6           |                                                     |
| 2018                                                    | Il fuoco in una stanza - Pubblicato: 2 marzo 2018 - Etichetta: Woodworm, La Tempesta Dischi - Formati: LP, CD, download digitale                   | 7           | Primo album con Francesco Pellegrini                |
| 2020                                                    | L'ultima casa accogliente - Pubblicato: 13 novembre 2020 - Etichetta: Polydor, Universal Music - Formati: LP, CD, download digitale, streaming     | 7           | Primo album con Fabrizio Pagni                      |
| 2022                                                    | Cari fottutissimi amici - Pubblicato: 27 giugno 2022 - Etichetta: Capitol Records, Universal Music - Formati: LP, CD, download digitale, streaming | 17          |                                                     |
| "—" indica una pubblicazione che non si è classificata. | |             |                                                     |

## Extended play
| Anno | Titolo                                                                                              |
| ---- | --------------------------------------------------------------------------------------------------- |
| 2012 | Metal Arcade Vol. 1 - Pubblicato: 21 aprile 2012 - Etichetta: Black Candy Records - Formati: LP, CD |

## Raccolte
| Anno | Titolo |
| ---- | --- |
| 2019 | Vivi si muore 1999-2019 - Pubblicato: 8 febbraio 2019 - Etichetta: Woodworm - Formati: LP, CD, download digitale |

## Apparizioni in compilation
- 2002 – Beautiful & Warm in Fosbury: primo salto
- 2008 – I giorni dell'ira in Il dono - Artisti vari reinterpretano i Diaframma
- 2009 – Gente di merda in Afterhours presentano: Il paese è reale (19 artisti per un paese migliore?)
- 2019 – L'amore è una dittatura in Sanremo 2019
- 2019 – Hotel Supramonte in Faber nostrum

## Singoli
| Anno | Titolo                                | Album di provenienza      |
| ---- | ------------------------------------- | ------------------------- |
| 2008 | Punk Lullaby                          | Villa Inferno             |
| 2008 | Figlio di puttana                     | Villa Inferno             |
| 2008 | Wild Wild Life                        | Villa Inferno             |
| 2011 | L'amorale                             | Nati per subire           |
| 2014 | Viva                                  | Canzoni contro la natura  |
| 2014 | Postumia                              | Canzoni contro la natura  |
| 2014 | Canzone contro la natura              | Canzoni contro la natura  |
| 2015 | Il nulla                              | /                         |
| 2016 | Ilenia                                | La terza guerra mondiale  |
| 2016 | L'anima non conta                     | La terza guerra mondiale  |
| 2018 | Catene                                | Il fuoco in una stanza    |
| 2018 | Il fuoco in una stanza                | Il fuoco in una stanza    |
| 2018 | Il mondo come lo vorrei               | Il fuoco in una stanza    |
| 2019 | L'amore è una dittatura               | Vivi si muore 1999-2019   |
| 2019 | Canta che ti passa                    | /                         |
| 2020 | Appesi alla luna                      | L'ultima casa accogliente |
| 2020 | Catrame                               | L'ultima casa accogliente |
| 2020 | Come se provassi amore                | L'ultima casa accogliente |
| 2021 | Non                                   | L'ultima casa accogliente |
| 2022 | 118 (feat. Claudio Santamaria)        | Cari fottutissimi amici   |
| 2022 | Caro fottutissimo amico (feat. Motta) | Cari fottutissimi amici   |
| 2022 | Ok boomer (feat. Brunori Sas)         | Cari fottutissimi amici   |

## Video musicali
| Anno | Titolo                                    | Regista/i                           |
| ---- | ----------------------------------------- | ----------------------------------- |
| 2001 | Chicken Factory                           | Luca Ciuti                          |
| 2004 | Sailing Song                              | Luca Ciuti                          |
| 2005 | Les poches sont vides, les gens sont fous | Luca Ciuti                          |
| 2006 | Fino a spaccarti due o tre denti          | Oddenino, Pica e Adducci            |
| 2008 | Punk Lullaby                              | Davide Toffolo                      |
| 2008 | Figlio di puttana                         | Stefano Poletti                     |
| 2008 | Wild Wild Life                            | Filippo Francione                   |
| 2009 | It's paradise                             | Stefano Poletti                     |
| 2011 | L'amorale                                 | Roberto D'Ippolito e Dario Basile   |
| 2011 | Nati per subire                           | Marco Salom                         |
| 2011 | Milanesi al mare                          | Annapaola Martin e Lorenzo Muto     |
| 2011 | I qualunquisti                            | Annapaola Martin                    |
| 2012 | Poliisi Pamputtaa Taas                    | Annapaola Martin                    |
| 2014 | Viva                                      | Sterven Jonger                      |
| 2014 | Canzone contro la natura                  | Sterven Jonger                      |
| 2015 | Il nulla                                  | Michele Bernardi                    |
| 2016 | Ilenia                                    | Stefano Poletti                     |
| 2016 | L'anima non conta                         | Jacopo Farina                       |
| 2016 | Zingara (il cattivista)                   | Andrea Appino                       |
| 2017 | Non voglio ballare                        | Stefano Poletti                     |
| 2017 | Pisa merda 2.0                            | Apaks                               |
| 2018 | Catene                                    | Zavvo Nicolosi                      |
| 2018 | Il fuoco in una stanza                    | Zavvo Nicolosi                      |
| 2018 | Il mondo come lo vorrei                   | Zavvo Nicolosi                      |
| 2019 | L'amore è una dittatura                   | Daniele Martinis                    |
| 2019 | Canta che ti passa                        | Tommy Antonini                      |
| 2020 | Appesi alla Luna                          | Zavvo Nicolosi & Giovanni Tomaselli |
| 2020 | Come se provassi amore                    | Trilathera                          |
| 2021 | Non                                       | Paolo Mercadante                    |
| 2022 | Ok boomer                                 | Stefano Poletti                     |